# Serge Martel (hockey sur glace)
Pour les articles homonymes, voir Martel et Serge Martel.
 (juillet 2022).
Si vous disposez d'ouvrages ou d'articles de référence ou si vous connaissez des sites web de qualité traitant du thème abordé ici, merci de compléter l'article en donnant les références utiles à sa vérifiabilité et en les liant à la section « Notes et références ».
Serge Martel, né le 27 juillet 1952 à Montréal (Québec) au Canada, est un joueur professionnel canadien de hockey sur glace.

## Distinctions
- Meilleur buteur de la LNA en 1977 et en 1980 avec le CP Berne

- Meilleur buteur de la LNA en 1973 avec le HC La Chaux-de-Fonds

## Palmarès
- Champion Suisse de LNA en 1977 et 1979 avec le CP Berne et en 1981 avec le HC Bienne.

- Champion Suisse de LNA en 1973 avec le HC La Chaux-de-Fonds.